# Otitoma metuloides
Otitoma metuloides é uma espécie de gastrópode do gênero Otitoma, pertencente a família Pseudomelatomidae.